# نخیل
نخیل (به عربی: نخيل‌) شرکت املاک و مستغلات اماراتی است، که در زمینه توسعه املاک و مستغلات، احیای اراضی، ساخت مراکز خرید، آسمان‌خراش‌ها، مجتمع‌های مسکونی، ساختمان‌های اداری و هتل‌ها فعالیت می‌کند.
شرکت نخیل در سال ۲۰۰۰ تأسیس شد. از پروژه‌های انجام شده توسط این شرکت می‌توان به: نخل جبل علی، نخل دیره، نخل جمیرا، جهان (مجمع الجزایر)، عالم (دبی)، جزایر جمیرا، ابن بطوطه (مرکز خرید) و برج نخیل اشاره نمود.
دفتر مرکزی شرکت نخیل در شهر دبی، امارات قرار دارد و مالکیت آن در اختیار شرکت دوبی ورلد می‌باشد و بزرگترین رقیب آن، شرکت اعمار است.